# Caitlin Bassett
Caitlin Amanda Bassett (Maryland, 16 marzo 1990) è un'attrice statunitense.

## Biografia
Nata nel Maryland, è una veterana di guerra. Nel 2011, arruolatasi nell'esercito, è stata mandata a combattere in Afghanistan. Ha abbandonato l'esercito nel 2017 per iniziare la sua carriera nella recitazione.

## Carriera
È nota per aver interpretato Addison Augustine, protagonista della serie TV fantascientifica Quantum Leap.

## Filmografia

### Televisione
- Quantum Leap - serie TV, 31 episodi (2022-2024)

### Cortometraggi
- V Is for Vodka, regia di Ray Bruno (2020)

## Doppiatrici italiane
Nelle versioni in italiano delle opere in cui ha recitato, Erika Sainte è stata doppiata da:
- Gemma Donati in Quantum Leap